# 秀峰山駅
秀峰山駅（しゅうほうざんえき）は中華人民共和国湖南省長沙市開福区にある1号線の駅である。

## 沿革
- 2024年6月28日：開業[3]。

## 駅構造
- 島式ホーム1面

ホーム(2024年7月)

## 駅周辺
- 長沙師范附属志遠小学
- 新竹第二小学
- 秀峰山公園